# Incineroar
Incineroar (ガオガエン?, Gaogaen) è un Pokémon di stadio due della settima generazione di tipo Fuoco/Buio. Il suo numero identificativo Pokédex è 727. Nel contesto del franchise creato da Satoshi Tajiri, Incineroar evolve da Torracat.

## Descrizione
Secondo il Pokédex, l'enciclopedia fittizia presente all'interno dei giochi, Incineroar ha un carattere aggressivo ed egoista. Se ha la luna storta, non si fa problemi a ignorare gli ordini del proprio Allenatore. È in grado di stordire il nemico con pugni e calci di grande potenza per poi metterlo KO con le fiammate che emette dal ventre.

## Caratteristiche
Il design di Incineroar è basato sugli heel e sui wrestler professionisti. La loro vita presenta fiamme a forma di cintura. Ha una personalità fredda, ma si dice che adori le lodi dei giovani Pokémon e dei bambini. Il design di Incineroar ha anche tratto ispirazione dalla fauna selvatica hawaiana. Incineroar ha debuttato in Pokémon Sole e Luna per Nintendo 3DS.  Appare anche nella serie Super Smash Bros. di Nintendo, apparendo come l'ultimo nuovo arrivato per Super Smash Bros. Ultimate. Masahiro Sakurai, il director del gioco, ha affermato di aver scelto Incineroar perché voleva un personaggio di wrestling per il gioco.

## Accoglienza
Incineroar inizialmente ha ricevuto critiche dai fan prima di essere ufficialmente rivelato in quanto si presumeva erroneamente che fosse un doppio Pokémon di tipo Fuoco/Lotta, una tendenza fortemente avversata tra i Pokémon iniziali di tipo Fuoco. Dustin Kemp di The Inquisitr ha definito la rivelazione finale di Incineroar una "brillante manovra di trolling di Game Freak". Incineroar ha ricevuto opinioni contrastanti da critici e fan. Matthew Guida di The Gamer si è complimentato con Incineroar, definendolo un "Pokémon spaventoso" e ha particolarmente elogiato la sua forma cromatica, che "aggiunge un aspetto maestoso e regale al suo design".  Allegra Frank di Polygon ha criticato il design di Incineroar come un "gigantesco mostro felino combattente", rispetto alla sua pre-evoluzione Litten, e che lasciasse i fan "estremamente scoraggiati", ma nonostante ciò ha elogiato la sua tipologia Fuoco/Buio.  Oliver Cragg di International Business Times è stato critico nei confronti di Incineroar in Pokémon Sole e Luna perché "le sue statistiche sono così diffuse che non riesce a eccellere in nulla" e che i suoi attacchi sono "un po' sottodimensionati". Jordan Minor di Geek.com ha elogiato l'aggiunta di Incineroar a Super Smash Bros. Ultimate in quanto le sue mosse di lotta ispirate al wrestling professionale sono molto diverse da quelle di altri personaggi giocabili. Ha scritto: "Siamo entusiasti di provare da vicino e personalmente le sue prese e la mossa Braccioteso o anche di far rimbalzare i nemici contro le corde".